# Rikskort
Rikskort var ett nationellt betalkort utgivet sedan 1987 av Eurocard AB. Namnet förekommer flitigt med sin logotyp på acceptansdekaler för betal- och kreditkort. Logotypen för Rikskort består av "På grå bakgrund en tornsvala omgiven av en lövkrans, med en stiliserad druvklase under, med texten Rikskort i versaler". 
Kortet var ursprungligen en beställning från Sveriges riksdag, som behövde ett betalningsmedel för ledamöterna, men som inte fungerade utanför Sverige och som gick att begränsa till sådana utgifter som ledamöterna ansågs ha i tjänsten. Därmed skilde sig denna typ av kort från de på den tiden befintliga korten, såsom MasterCard, Visa, American Express, Bankkort och Diners Club-kort.
Idag ges inga nya kort ut, och EU:s direktiv omkring SEPA och därmed sammanhängande betaltjänstdirektivet innebär att korten kommer att försvinna. 